# Consul (genre)
Genre
Le genre Consul regroupe des lépidoptères appartenant à la famille des Nymphalidae et à la sous-famille des Charaxinae qui résident en Amérique Centrale et dans le nord de l'Amérique du Sud.

## Dénomination
Le genre Consul a été décrit par Jakob Hübner en 1807.

## Liste des espèces et sous-espèces
- Consul electra (Westwood, 1850)
- Consul excellens (Bates, 1864)
- Consul fabius (Cramer, [1775])
- Consul panariste (Hewitson, 1856)

### Source
« Consul », sur funet.fi (consulté le 5 mars 2012)